# Doloressus ghesquierei
Doloressus ghesquierei is een hooiwagen uit de familie Assamiidae.